# Palazzo Taccona

Posto sulla via che da Muggiò conduce a Milano, si tratta di una residenza nobiliare dalla seconda metà del XVIII secolo. In quel periodo, un edificio preesistente, di proprietà dei conti Taccona, fu rimaneggiato fino ad assumere l'aspetto attuale. L'edificio presenta una forma ad "U", con l'asse centrale a unire l'esterno con il giardino, e si ispira alle cosiddette  ville di delizia tipiche della Lombardia del Settecento. Nella struttura è presente un portico che conduce al giardino stesso ed una scalinata d'onore che porta al piano nobile, ove è posta la sala da ballo. L'edificio presenta anche una cappella dedicata ai re Magi, probabilmente costruita precedentemente al palazzo stesso.
Negli ultimi anni il palazzo ha subito ampie ristrutturazioni, in parte ad uso abitativo. Nel dicembre 2001 il palazzo ha poi subito un imponente crollo, che ha costretto gli abitanti al trasferimento forzato. Il palazzo è stato dunque ricostruito seguendo i canoni che ne ispirarono la costruzione originaria e vincolato dalle Belle Arti.